# Импульсный реактор
Импульсный реактор — ядерный реактор, работающий в импульсном режиме. В отличие от стационарного ядерного реактора, уровень мощности которого постоянен во времени, в импульсном реакторе генерируются кратковременные импульсы мощности и, соответственно, потока нейтронов. Длительность импульсов от десятков микросекунд до нескольких секунд. Импульсный реактор позволяет получить большую мощность и интенсивный поток нейтронов в короткие интервалы времени. Такой режим работы выгоден для некоторых исследовательских целей, например, для экспериментов, связанных с измерением скорости нейтронов по времени пролёта ими известного расстояния (см. Нейтронная спектроскопия), для облучательных экспериментов. Для генерирования импульса мощности в импульсном реакторе быстро вводят избыточное количество ядерного топлива или удаляют поглотители нейтронов. Для «гашения» импульса часто удаляют «лишнее» ядерное топливо. Различают однократные и периодические импульсные реакторы. В однократных импульсных реакторах гашение цепной реакции происходит за счет того, что с повышением температуры (обусловленным выделением энергии при цепной реакции) коэффициент размножения нейтронов уменьшается, что и приводит к прекращению цепной реакции (эффект Доплера). Повторный импульс мощности можно получить лишь через значительное время (десятки минут и более) после полного остывания системы.